# Antoine Gaudreaux
Antoine-Robert Gaudreaux (o Gaudreau) (París, c. 1680 – 6 de mayo de 1746) fue un ebanista francés. Fue uno de los mejores ebanistas de los inicios del rococó (estilo Luis XV), junto a Charles Cressent, que fue su rival.

## Biografía
No se sabe mucho de su vida. Sus obras no fueron marcadas, por lo que son difíciles de identificar. En 1726 fue nombrado ebanista del Garde-Meuble de la Couronne, la administración a cargo de la gestión de los muebles y objetos de arte destinados a la ornamentación de las residencias reales. Trabajó para la corona y para algunos aristócratas, como la marquesa de Pompadour. Se encargó de la decoración de las Tullerías de París y de la Bibliothèque Royale. Sus obras se caracterizan por la suntuosidad y por la presencia de aplicaciones escultóricas de gran complejidad.
Fue autor de numerosos muebles para Luis XV de Francia: el medallero para el rey en Versalles (1738, Bibliothèque Nationale, París), diseñado por los hermanos Slodtz (Antoine-Sébastien, Paul-Ambroise y René-Michel); la cómoda de la cámara de Luis XV en Versalles (1739), también con diseño de los hermanos Slodtz y con bronces de Jacques Caffieri (Wallace Collection, Londres); el escritorio de Luis XV del castillo de Choisy (1740); una cómoda para las hijas del rey en Fontainebleau (1740); un escritorio para el rey en los Archives Nationales (1744); o una cómoda para la delfina en Versalles (1745).
Su hijo François-Antoine Gaudreaux (†1751) le sucedió en el taller.